# Eben Moglen
Eben Moglen (nacido el 13 de julio de 1959) es un profesor de derecho e historia en la Universidad de Columbia. Es director del Software Freedom Law Center, que fundó en 2005. Y colabora como consejero general para la Fundación del Software Libre. 
Recibió el grado de licenciatura del Swarthmore College en 1980, donde ganó el Premio Hicks de crítica literaria. En 1985 recibió el grado de doctor en filosofía y el doctorado en derecho por la Universidad de Yale. Fue ayudante del juez Thurgood Marshall en el periodo 1986-1987. Recibió el doctorado en historia de la Universidad de Yale en 1993. Desempeñó el cargo de Director de la Public Patent Foundation, institución no lucrativa que busca limitar el abuso que se realiza sobre la ley de patentes de los EE. UU. [cita requerida]
En 2003 recibió el Premio Pioneer de la Electronic Frontier Foundation, por hacer campaña para reformular el copyright, las patentes, y que las leyes de privacidad se adapten a la era digital. Premio que se otorga desde 1992 a quienes contribuyan sustancialmente en la salud, el crecimiento, la accesibilidad o la libertad de las comunicaciones mediante computadoras.
Moglen opina que el software libre es un requisito fundamental para una sociedad democrática y libre en la que se está rodeado y se depende de dispositivos técnicos. Solamente si el control de estos dispositivos se abre a través del software libre, se puede igualar la balanza del poder.[cita requerida]
El corolario metafórico de Moglen a la ley de inducción de Faraday, es la idea de que la Internet funciona como la inducción sobre las mentes humanas del planeta. De ahí la frase de Moglen: “¡Resista la resistencia!”.

## Arquitectura cliente-servidor
Eben Moglen en su discurso “Libertad en la nube” indica que la palabra “nube” no significa nada. Y que ahora obtenemos servicios gratuitamente o a mitad del precio, en los que tenemos espionaje permanente, en la que la red está hecha de servidores en el centro y clientes en el borde. En donde los clientes tienen poco poder y los servidores, mucho. FreedomBox es un proyecto que lanzó al dictar su discurso  y está inspirado en su visión.

### Descargas de vídeo y audio
- https://web.archive.org/web/20050702074503/http://www.law.duke.edu/pd/mpegcast.html MPEG Grabaciones de vídeo de la Conferencia sobre Dominio Público en la Escuela de Leyes de (la Universidad de) Duke en 2001 en la que la Moglen tomó parte en un debate (en inglés).
- https://web.archive.org/web/20041201122814/http://radio.eff.org/radio_shows/eben.mp3 12:08 (4.9Mib) Versión de audio de la intervención de Moglen en el debate anterior (en inglés).
- http://punkcast.com/156/moglen1_24k.mp3 1h 15:22 (13Mib) "La libertad y el futuro de la red: por qué ganamos" charla en la Universidad de Nueva York (en inglés) - 14 de mayo de 2002.
- http://punkcast.com/156/moglen2_24k.mp3 49:13 (8.4Mib) Sesión de preguntas y respuestas de la charla previa (en inglés).
- https://web.archive.org/web/20041208180846/http://jolt.law.harvard.edu/images/jolt-moglen.spx 1h 25:25 (8.2Mib) Formato Speex de una charla que incluye una declaración en oposición a SCO (en inglés)
- https://web.archive.org/web/20050305222841/http://courses.durhamtech.edu/~jeremy/moglen/eben_moglen.ogg 1h 54:21 (21Mib) Charla para TriLUG y NC*SA (en inglés) el 12 de noviembre de 2001 en el NCSSM.
- https://web.archive.org/web/20090320152710/http://radio.eff.org/radio_shows/DMCA%26u.mp3 1h 7:26 (62Mib) Debate en el que Moglen tomó parte (en inglés). Las contribuciones principales de Moglen están en los minutos 15:18 y 31:39.
- https://web.archive.org/web/20050503093700/http://radio.ljudmila.org/~radio/oddaje/novo0405/21122004-Moglen.mp3 Cátedra en la Facultad de Leyes en Ljubljana, Eslovenia (en inglés) el 21 de diciembre de 2004.
- http://mod.carnet.hr/hr/carnet/drustvo_znanja/eben_moglen.wmv (286Mib) Cátedra en el Instituto de Multimedia - MAMA/CARNet en Zagreb, Croacia (en inglés) el 14 de diciembre de 2004.
- http://www.youtube.com/watch?v=NorfgQlEJv8 "Software y comunidad en los albores del siglo 21". Clase magistral la conferencia Plone2006 el 27 de octubre de 2006 (en inglés)(transcripción en http://www.geof.net/blog/2006/12/10/eben-moglen)
- http://www.youtube.com/watch?v=NorfgQlEJv8 "Software y comunidad en los albores del siglo 21". Clase magistral la conferencia Plone2006 el 27 de octubre de 2006 (en inglés)(transcripción en http://www.geof.net/blog/2006/12/10/eben-moglen)
- http://www.archive.org/details/EntrevistaConEbenMoglenEnBarcelona.mp3 Entrevista a Eben Moglen en Barcelona 06/03/2010
- http://partido-pirata.blogspot.com/2010/09/eben-moglen-libertad-en-la-nube.html "Libertad en la nube: Libertad del software, Privacidad y Seguridad para la Web 2.0 y Computación en la Nube" transcripción de la charla en español dada en febrero de 2010 en Nueva York

- Datos: Q314292
- Multimedia: Eben Moglen / Q314292
- Citas célebres: Eben Moglen